# Cokie the Clown
Cokie the Clown is een ep van de Amerikaanse punkband NOFX, uitgebracht door Fat Wreck Chords op 24 november 2009.
De nummers zijn allemaal geschreven in de studiosessies voor het album Coaster. Het nummer "Co-Dependence Day" verscheen al eerder op de Warped Tour 2009 Tour Compilation.
De cd-versie verscheen als ep met 5 nummers. De vinylversie verscheen echter als twee losse 7" platen, getiteld Cokie the Clown en My Orphan Year.

## Nummers

### Cokie the Clown, cd
1. "Cokie the Clown"
2. "Straight Outta Massachusetts"
3. "Fermented and Flailing"
4. "Co-Dependence Day"
5. "My Orphan Year" (akoestisch)

### Cokie the Clown, 7"
1. "Cokie the Clown"
2. "Co-Dependence Day"
3. "Straight Outta Massachusetts"

### My Orphan Year, 7"
1. "My Orphan Year" (akoestisch)
2. "Fermented and Flailing"

## Band
- Fat Mike - zang, basgitaar
- Eric Melvin - gitaar, zang
- El Hefe - gitaar, zang
- Erik Sandin - drums